# Scolopembolus
Scolopembolus littoralis es una especie de araña araneomorfa de la familia Linyphiidae. Es el único miembro del género monotípico Scolopembolus.

## Distribución
Se encuentra en el archipiélago Juan Fernández de Chile en la Isla Robinson Crusoe.